# Paraborkhausenites
Paraborkhausenites är ett släkte av fjärilar. Paraborkhausenites ingår i familjen plattmalar.
Kladogram enligt Catalogue of Life:
| Paraborkhausenites | \| \| Paraborkhausenites innominatus \| \| \| \| \| \| Paraborkhausenites vicinella \| \| \| \| |
|                    | \| \| Paraborkhausenites innominatus \| \| \| \| \| \| Paraborkhausenites vicinella \| \| \| \| |
|                    | Paraborkhausenites innominatus                                                                  |
|                    |                                                                                                 |
|                    | Paraborkhausenites vicinella                                                                    |
|                    |                                                                                                 |